# Ejército de al-Mahdi
El Ejército de al-Mahdi es una milicia iraquí liderada por el clérigo Muqtada al-Sadr. Está compuesta de milicianos chiitas, sobre todo jóvenes, originarios en su mayor parte de los barrios pobres de las ciudades chiitas como Saddam City, ubicada en los suburbios marginales de Bagdad, y actualmente conocida como Ciudad Sadr.
Con la Batalla de Nayaf del 4 de abril de 2004 el Ejército de al-Mahdi empezó a atacar a las fuerzas de la Coalición multinacional en Irak[cita requerida], y desde entonces ha sido uno de los principales enemigos de las tropas estadounidenses en Irak. Según estimaciones del Pentágono, esta milicia se compone de entre 13 000 y 66.000 integrantes, pero expertos independientes aseguran que son más de 70.000 integrantes.[cita requerida]
Muqtada al-Sadr anunció el 14 de junio de 2008 que renunciaba a las elecciones provinciales de octubre, aceptando la desmilitarización de sus fuerzas. La idea era que el ejército de al-Mahdi debería ser reemplazado por una estructura celular destinada a «combatir la ocupación americana» y a ocuparse de obras sociales.
Efectivamente, el ejército de al-Mahdi se desmanteló en 2008, pero una parte importante de sus combatientes se integró en las Brigadas del Día Prometido, creada en noviembre de 2008 por el clérigo Muqtada al-Sadr. Otras dos milicias se escindieron, también: Kataeb Hezbolá, y Asa'ib Ahl al-Haq.